# Letecký úder u Kundúzu
Při leteckém úderu, který se odehrál 4. září 2009, 7 kilometrů jihozápadně od afghánského města Kundúz, ležícího ve stejnojmenné provincii, zahynulo více než 100 afghánských civilistů. Podle jiného zdroje byl celkový počet obětí 142 a „z toho velká většina civilistů“.
Útok, který provedl americký stíhací letoun F-15E na žádost německé armády, konkrétně plukovníka George Kleina, byl zaměřen na dvě palivové cisterny ukradené spojeneckým vojskům. Němečtí vojáci při tom neměli s cisternami před úderem vizuální kontakt (na místo se dostali až zhruba 11 hodin po jeho dokončení), a vůbec tedy netušili, jaká je na místě situace a zda se tam nenacházejí případní civilisté. 
V reakci na útok a jeho nedostatečné vysvětlení později rezignovali na své funkce německý ministr obrany Franz Josef Jung a náčelník německého generálního štábu generál Wolfgang Schneiderhan.